# Distretto di Mikołów
Il distretto di Mikołów (in polacco powiat mikołowski) è un distretto polacco appartenente al voivodato della Slesia.

## Geografia antropica

### Suddivisioni amministrative
Il distretto comprende 5 comuni.
- Comuni urbani: Łaziska Górne, Mikołów, Orzesze
- Comuni rurali: Ornontowice, Wyry